# Leiodytes hieroglyphicus
Leiodytes hieroglyphicus är en skalbaggsart som först beskrevs av Régimbart 1894.  Leiodytes hieroglyphicus ingår i släktet Leiodytes och familjen dykare. Inga underarter finns listade i Catalogue of Life.